# Patti Smith
Patricia Lee (Patti) Smith (Chicago (Illinois), 30 december 1946) is een Amerikaanse singer-songwriter en dichteres. Zij wordt beschouwd als een van de grondleggers van het punkgenre in New York. Vandaar ook haar bijnaam "The Godmother of Punk". Haar werk is een fusie van rock en poëzie.
Smiths bekendste nummer is "Because the Night", dat ze samen schreef met Bruce Springsteen. Het nummer bereikte de 13e plaats in de Billboard Hot 100 in 1978.
In 2005 werd Smith benoemd tot Commandeur in de Franse Ordre des Arts et des Lettres door de Franse minister van cultuur en in 2007 werd haar naam toegevoegd in de Rock and Roll Hall of Fame in Ohio. Op 17 november 2010 won ze de National Book Award voor haar memoires Just Kids. In 2011 won Smith een Polar Music Prize.

## Biografie
Patricia Lee Smith werd geboren in Chicago. Haar moeder, Beverly, was een dienster, haar vader, Grant, was arbeider bij Honeywell. Ze bracht haar hele jeugd door in Deptford Township, New Jersey. Smiths ouders waren Jehova's getuigen en ze kreeg een strenge, religieuze en Bijbelgerichte opvoeding. In haar tienerjaren verliet ze deze organisatie omdat ze deze te beklemmend en te begrensd vond. Jaren later schreef ze in haar coverversie van het nummer "Gloria" van de band Them de zinsnede Jesus died for somebody's sins, but not mine ("Jezus is gestorven voor iemands zonden, maar niet de mijne").
Smith behaalde in 1964 haar diploma aan de Deptford Township High School en ging aan de slag in een fabriek. Ze beviel op 26 april 1967 van haar eerste kind, een dochter, en koos ervoor het kind af te staan voor adoptie.

## Carrière

### 1967-1973: New York
In 1967 verliet Smith Glassboro State College (nu Rowan University) en verhuisde ze naar New York. Daar ontmoette ze fotograaf Robert Mapplethorpe toen ze samen met een vriendin, dichteres Janet Hamill, werkte in een boekenwinkeltje. Smith en Mapplethorpe hadden een intense en tumultueuze relatie. Het koppel worstelde met armoede en Mapplethorpe met zijn eigen seksualiteit. Toch beschouwt Smith Mapplethorpe als een van de belangrijkste personen in haar leven en in haar boek Just Kids verwijst ze naar hem als "the artist of my life" ("de artiest van mijn leven"). Mapplethorpes foto's van Smith werden later covers voor de albums van de Patti Smith Groups. Patti en Robert bleven vrienden tot aan Mapplethorpes dood in 1989.
In 1969 vertrok Smith met haar zus naar Parijs en ging er aan de slag als straatkunstenares. Toen ze terugkeerde naar New York woonde ze samen met Mapplethorpe in Hotel Chelsea. Samen bezochten ze regelmatig clubs als Max's Kansas City en CBGB. Smith verzorgde de soundtrack voor Sandy Daleys cultfilm Robert Having His Nipple Pierced met Mapplethorpe in de hoofdrol. Datzelfde jaar verscheen Smith samen met Wayne County in Jackie Curtis' stuk Femme Fatale. Als lid van de St. Mark's Poetry Project bracht Smith begin jaren zeventig door met schilderen, schrijven en acteren. In 1971 acteerde ze, eenmalig, in Cowboy Mouth, een stuk dat ze samen met Sam Shepard schreef. Smith schreef verschillende gedichten, "For Sam Shepard" en "Sam Shepard: 9 Random Years (7+2)", over haar relatie met Shepard.
Er werd korte tijd overwogen om Smith leadzangeres van de Blue Öyster Cult te maken. Ze droeg bij aan teksten voor veel van hun nummers, waaronder "Debbie Denise", "Baby Ice Dog", "Career of Evil", "Fire of Unknown Origin", "The Revenge of Vera Gemini" en "Shooting Stark".
Smith had op dat moment een relatie met de toetsenist van de band, Allen Lanier. In deze periode werkte Smith ook als popjournalist. Enkele van haar stukken werden gepubliceerd in bladen als Rolling Stone en Creem.

### 1974-1979: Patti Smith Group
In 1974 speelde Patti Smith inmiddels zelf muziek, aanvankelijk alleen met gitarist Lenny Kaye, later dat jaar met een volledige band bestaande uit Kaye, bassist Ivan Kral, drummer Jay Dee Daugherty en pianist Richard Sohl.
Gefinancierd door Sam Wagstaff nam de band datzelfde jaar hun eerste single, "Hey Joe/Piss Factory", op.
The Patti Smith Group tekende bij Arista Records en nam in 1975, onder de vleugels van John Cale, hun eerste album, Horses, op. Het album was een mengeling van punkrock en gesproken poëzie en begint met een cover van Van Morrisons "Gloria" en Smiths openingswoorden: "Jesus died for somebody's sins, but not mine." De sobere foto op de platenhoes, genomen door Mapplethorpe, is ondertussen een klassieker op het gebied van popfotografie.
De populariteit van het punkrockgenre groeide en Patti Smith Group vertrok op tournee door de Verenigde Staten en Europa. Het rauwere geluid van Radio Ethiopia, het tweede album van de groep, weerspiegelde de groei van de band binnen het genre.
Omdat Radio Ethiopia daardoor minder toegankelijk was dan Horses, ontving deze minder goede kritieken. Veel van de nummers op dit album hebben echter de tand des tijds goed doorstaan en worden nog regelmatig gespeeld tijdens concerten. Patti Smith gaf later te kennen dat Radio Ethiopia sterk beïnvloed werd door de band MC5.
Op 23 januari 1977, tijdens de promotietournee van Radio Ethiopia, danste Smith per ongeluk van het hoge podium in Tampa, Florida, af, viel daarbij in de bijna vijf meter lager gelegen orkestbak en brak hierdoor een aantal nekwervels. Dit ongeval zorgde ervoor dat de band een pauze in moest gelasten. Smith volgde intensief allerlei fysieke therapieën en nam de tijd om nieuwe energie op te doen en haar leven te reorganiseren.
The Patti Smith Group nam voor het einde van de jaren zeventig nog twee albums op: Easter in 1978, het grootste commerciële succes van de groep, bevatte de single "Because the Night". Het album Wave uit 1979 was minder succesvol, hoewel de nummers "Frederick" en "Dancing Barefoot" regelmatig op de commerciële radiozenders te horen waren.

### 1980-1995: huwelijk
Nog voordat Wave verscheen, ontmoette Smith, intussen al gescheiden van partner Allen Lanier, Fred "Sonic" Smith. Fred Smith was de voormalige gitarist van MC5, een rockband uit Detroit, en zijn eigen Sonic's Rendezvous Band en hield evenveel van poëzie als zij. De nummers "Dancing Barefoot" en "Frederick" zijn allebei opgedragen aan Fred Smith.
Smith en Smith trouwden en kregen in 1982 een zoon, in 1987 gevolgd door een dochter.
Gedurende de jaren tachtig hield Patti Smith zich minder bezig met muziek en leefde ze nogal afgezonderd met haar familie in St. Clair Shores, Michigan. In juni 1988 bracht ze het album Dream of Life uit. Dit album bevatte onder andere het bekende nummer "People have the power".
Fred Smith stierf op 4 november 1994 als gevolg van een hartinfarct. Niet lang daarna stierven ook Smiths broer Todd en toetsenist Richard Sohl.
Toen haar zoon Jackson veertien werd, besloot Smith om terug naar New York te verhuizen. Alle tegenslagen hadden een grote impact gehad op Smiths motivatie. Haar vrienden Michael Stipe van R.E.M. en Allen Ginsberg spoorden haar aan om weer aan de slag te gaan. In december 1995 ging ze op een korte tournee met Bob Dylan.

### 1996-2003: comeback
In 1996 werkte Smith aan haar album Gone Again. Hierop was een nummer About a Boy te horen, als eerbetoon voor Kurt Cobain, van wie Smith een grote fan was.
Datzelfde jaar werkte ze samen met Michael Stipe aan "E-Bow the Letter", een nummer op R.E.M.'s New Adventures in Hi-Fi.
Na de release van Gone Again nam Smith nog twee andere albums op: Peace and Noise in 1997 (met de single "1959", over de invasie van Tibet) en Gung Ho in 2000 (met nummers over Ho Chi Minh en Smiths overleden vader).
De nummers "1959" en "Glitter in Their Eyes" werden genomineerd voor een Grammy Award voor "Best Female Rock Vocal Performance".
In 1996 kwam The Patti Smith Masters uit, een verzamelbox met al Smiths werk. In 2002 werd de compilatie-cd Land (1975-2002) uitgebracht.

### 2004 tot heden
Op 27 april 2004 bracht Patti Smith het album Trampin' uit. Dit album bevatte verschillende nummers over het moederschap, deels als eerbetoon aan haar moeder die twee jaar voordien overleden was. Het was haar eerste album bij Columbia Records.
Op 10 juli 2005 werd Smith benoemd tot Commandeur in de Franse Ordre des Arts et des Lettres door de Franse minister van cultuur.
De minister merkte Smiths interesse voor het werk van Arthur Rimbaud op. Dit resulteerde in augustus 2005 in een, door Smith voorgedragen, literaire lezing over het werk van Arthur Rimbaud en William Blake.
Op 15 oktober 2006 verzorgde Smith een 3,5 uur durend optreden in CBGB. Ze begon om 20h30 en sloot de nacht af om 1h00. Dit optreden was meteen ook het allerlaatste voor deze New Yorkse nachtclub, de zaal sloot hierna immers voorgoed de deuren.
Smith kreeg een plaats in de Rock and Roll Hall of Fame op 12 maart 2007. Ze droeg deze onderscheiding op aan haar overleden man, Fred, en gaf een nog een kort optreden weg met het Rolling Stones-nummer Gimme Shelter.
Van november 2006 tot januari 2007 vond de tentoonstelling Sur les Traces plaats in de Trolley Gallery in Londen.
Hier werden o.a. polaroidfoto's, genomen door Smith, tentoongesteld met als doel geld in te zamelen en het bewustzijn rond de publicatie van Double Blind, een boek over de oorlog in Libanon in 2006 (met foto's van Paolo Pellegrin, lid van Magnum Photos), aan te wakkeren.
Patti Smith droeg ook bij aan de commentaar op de dvd Aqua Teen Hunger Force Colon Movie Film for Theaters.
Van 28 maart tot 22 juni 2008 hield de Fondation Cartier pour l'art Contemporain in Parijs een grote tentoonstelling, Land 250, van een groot deel van Smith's visuele kunstwerken, gemaakt tussen 1967 en 2007. 
Ook in 2008, op het Rowan Commencement ceremony, ontving Smith een eredoctoraat voor haar bijdragen aan de populaire cultuur en werd Smith het onderwerp van de documentaire: Patti Smith: Dream of Life.
Een livealbum door Patti Smith en Kevin Shield, The Coral Sea, werd uitgebracht in juli 2008.
Op 10 september 2009, na een week van kleinschaligere evenementen en tentoonstelling, speelde Smith een openluchtconcert op het Piazza Santa Croce in Firenze, een herdenking aan haar optreden in dezelfde stad, 30 jaar eerder.
In 2010 werd Patti Smith's boek, Just Kids, uitgebracht. Het boek is een verzameling van memoires aan haar tijd in het Manhattan van de jaren 70 en haar relatie met Robert Mapplethorpe. Later won het boek de National Book Award in de categorie Non-fictie.
Op 30 april 2010 was Smith de headliner op een benefietconcert georganiseerd door medebandlid Tony Shanahan, ten voordele van The Court Tavern in New Brunswick.
Smith maakte een korte verschijning in Jean-Luc Godards Film socialisme. Deze werd voor het eerst vertoond in de sectie Un certain regard op het Filmfestival in Cannes.
Op 17 mei 2010 ontving Smith van het Pratt Institute een eredoctoraat in de schone kunsten, samen met architect Daniel Libeskind, MoMA-directeur Glenn Lowry, voormalig monumentencommissaris Barbaralee Diamonstein-Spielvogel, auteur Jonathan Lethem en regisseur Steven Soderbergh.
Op 3 mei 2011 werd aangekondigd dat Patti Smith een van de winnaars was van de Polar Music Prize. "Door haar leven toe te wijden aan kunst in al zijn vormen, heeft Patti Smith aangetoond hoeveel rock-'n-roll er in poëzie aanwezig is en hoeveel poëzie er in Rock 'n' Roll aanwezig is. Patti Smith is een Rimbaud met Marshall-versterkers. Ze heeft de look, de gedachten, de dromen van een volledige generatie getransformeerd. Met haar onnavolgbare artiestenziel bewijst Smith het keer op keer: People have the power."
Op 19 juni 2011 maakte Smith haar acteerdebuut op tv in de serie Law & Order: Criminal Intent in de aflevering Icarus.
Patti Smith nam een cover op van Buddy Holly's klassieker Words of Love voor de cd Rave On Buddy Holly, een eerbetoonalbum ter gelegenheid van de vijfenzeventigste verjaardag van Holly. De plaat werd uitgebracht op 28 juni 2011.
In februari 2012 was ze te gast op het Festival van San Remo. Tijdens haar toespraak eerde zij de omstreden filmregisseur Paolo Pasolini vanwege zijn moed. Eerder uitte Smith onomwonden haar bewondering voor controversiële auteurs als Jean Genet en de dichter Arthur Rimbaud.
Smith bracht in juni 2012 haar meest recente album Banga uit. Ze toert in de zomer van 2012 door Europa. Op 7 juli 2012 deed ze het Amsterdamse Paradiso aan. Na haar Europese tour werden er een aantal Amerikaanse data aangekondigd waarop Smith samen met Neil Young zal optreden.
In 2015 verscheen haar boek M-Train. Ze beschreef dit boek als "a roadmap to my life" (een landkaart van mijn leven). Het bevat overpeinzingen over de wereld zoals hij is en zoals hij was.
Op 10 december 2016 was Smith aanwezig bij de ceremonie rond de jaarlijkse Nobelprijsuitreiking, in Stockholm. Ze nam waar voor Bob Dylan, die dat jaar de Nobelprijs voor Literatuur gewonnen had, doch verhinderd was zelf te komen. Tijdens de plechtigheid vertolkte Smith het Dylan-nummer A Hard Rain's a-Gonna Fall. Overmand door de zenuwen raakte ze even de tekst kwijt, maar na een korte verontschuldiging en een bemoedigend applaus van het deels ontroerde publiek, herpakte ze zich.

## Invloed
Smith was een grote bron van inspiratie voor Michael Stipe, de zanger van R.E.M.. Het beluisteren van het album Horses toen hij 15 was heeft een grote impact op hem gehad. Later zei hij: "Ik besliste toen dat ik een band zou beginnen."
In 1998 publiceerde Stipe een collectie foto's genaamd Two Times Intro: On the Road with Patti Smith.
Stipe verzorgt ook de achtergrondzang op Smiths nummers Last Call en Glitter in Their Eyes.
Patti verzorgt op haar beurt de achtergrondzang op de R.E.M.-nummers E-Bow the Letter en Blue.
De Australische alternatieve rockband, The Go-Betweens, droeg een nummer op aan Smith.
In 2004 sprak Shirley Manson van Garbage over Smith's invloed op haar in Rolling Stone.
Verder hebben bekendheden als Morrissey, Johnny Marr, Sonic Youth, U2, KT Tunstall, Madonna en Ellen Page Smith genoemd als een van hun grootste invloeden.

## Activisme
In 1993 droeg Smith met haar liveversie van het nummer Memorial Tribute bij aan het album No Alternative. Dit album werd geproduceerd door de Red Hot Organisation ten voordele van aidspatiënten.
Patti Smith was een supporter van de Green Party en betuigde openlijk haar steun aan Ralph Nader tijdens de Amerikaanse presidentsverkiezingen in 2000.
Op verkiezingsbijeenkomsten zong ze samen met het publiek nummers als Over The Rainbow en People Have The Power.

## Bandleden

### 1974
- Lenny Kaye - Gitaar
- Richard Sohl - Toetsen

### 1975 - 1979
- Lenny Kaye - Gitaar & basgitaar
- Ivan Kral - Gitaar & basgitaar
- Jay Dee Daugherty - Drums
- Leigh Foxx - Basgitaar
- Richard Sohl - Toetsen
- Bruce Brody - Toetsen (1978)

### 1988
- Fred "Sonic" Smith - Gitaar
- Jay Dee Daugherty - Drums
- Richard Sohl - Toetsen

### 1996 - 2006
- Lenny Kaye - Gitaar
- Jay Dee Daugherty - Drums
- Tony Shanahan - Basgitaar & toetsen
- Oliver Ray - Gitaar

### 2007 - heden
- Lenny Kaye - Gitaar
- Jay Dee Daugherty - Drums
- Tony Shanahan - Basgitaar & toetsen
- Jackson Smith - Gitaar
- Jack Petruzzelli - Gitaar & basgitaar

## Discografie

### Albums
| Album met eventuele hitnotering(en) in de Nederlandse Album Top 100 | Datum van verschijnen | Datum van binnenkomst | Hoogste positie | Aantal weken | Opmerkingen           |
| ------------------------------------------------------------------- | --------------------- | --------------------- | --------------- | ------------ | --------------------- |
| Horses                                                              | 1975                  | 24-01-1976            | 18              | 2            |                       |
| Radio Ethiopia                                                      | 1976                  | -                     |                 |              |                       |
| Easter                                                              | 1978                  | -                     |                 |              | als Patti Smith Group |
| Wave                                                                | 1979                  | 26-05-1979            | 16              | 14           | als Patti Smith Group |
| Dream of Life                                                       | 1988                  | 09-07-1988            | 47              | 3            |                       |
| Gone again                                                          | 21-06-1996            | 13-07-1996            | 51              | 11           |                       |
| Peace and noise                                                     | 26-09-1997            | -                     |                 |              |                       |
| Gung ho                                                             | 20-03-2000            | -                     |                 |              |                       |
| Land (1975-2002)                                                    | 25-03-2002            | 13-04-2002            | 100             | 1            | Verzamelalbum         |
| Trampin'                                                            | 26-04-2004            | 08-05-2004            | 73              | 2            |                       |
| Twelve                                                              | 13-04-2007            | 21-04-2007            | 41              | 7            |                       |
| Outside society                                                     | 19-08-2011            | -                     |                 |              |                       |
| Banga                                                               | 01-06-2012            | 09-06-2012            | 37              | 6            |                       |

| Album met hitnotering(en) in de Vlaamse Ultratop 200 albums | Datum van verschijnen | Datum van binnenkomst | Hoogste positie | Aantal weken | Opmerkingen   |
| ----------------------------------------------------------- | --------------------- | --------------------- | --------------- | ------------ | ------------- |
| Gone again                                                  | 1996                  | 13-07-1996            | 29              | 7            |               |
| Land (1975-2002)                                            | 2002                  | 06-04-2002            | 27              | 6            | Verzamelalbum |
| Trampin'                                                    | 2004                  | 01-05-2004            | 33              | 7            |               |
| Twelve                                                      | 2007                  | 28-04-2007            | 28              | 10           |               |
| Banga                                                       | 2012                  | 09-06-2012            | 10              | 18           |               |

### Singles
| Single met eventuele hitnotering(en) in de Nederlandse Top 40 | Datum van verschijnen | Datum van binnenkomst | Hoogste positie | Aantal weken | Opmerkingen                                         |
| ------------------------------------------------------------- | --------------------- | --------------------- | --------------- | ------------ | --------------------------------------------------- |
| Because the night                                             | 1978                  | 06-05-1978            | tip5            | -            | als Patti Smith Group / Nr. 47 in de Single Top 100 |
| Dancing barefoot                                              | 1979                  | 09-06-1979            | 39              | 3            | als Patti Smith Group / Nr. 39 in de Single Top 100 |
| People have the power                                         | 1988                  | 18-06-1988            | tip12           | -            | Nr. 76 in de Single Top 100                         |

| Single met hitnotering(en) in de Vlaamse Ultratop 50 | Datum van verschijnen | Datum van binnenkomst | Hoogste positie | Aantal weken | Opmerkingen                 |
| ---------------------------------------------------- | --------------------- | --------------------- | --------------- | ------------ | --------------------------- |
| Because the night                                    | 1978                  | 17-06-1978            | 28              | 1            | Nr. 23 in de Radio 2 Top 30 |
| April fool                                           | 16-04-2012            | 05-05-2012            | tip31           | -            |                             |

### NPO Radio 2 Top 2000
| Nummer met noteringen in de NPO Radio 2 Top 2000 | '99 | '00  | '01  | '02 | '03 | '04 | '05  | '06  | '07  | '08  | '09  | '10 | '11  | '12  | '13  | '14  | '15 | '16  | '17  | '18  | '19  | '20  | '21  | '22  | '23  | '24  |
| ------------------------------------------------ | --- | ---- | ---- | --- | --- | --- | ---- | ---- | ---- | ---- | ---- | --- | ---- | ---- | ---- | ---- | --- | ---- | ---- | ---- | ---- | ---- | ---- | ---- | ---- | ---- |
| Because the Night                                | 839 | 1092 | 1019 | 669 | 994 | 855 | 1103 | 1168 | 1217 | 1057 | 1040 | 954 | 1130 | 1095 | 1019 | 1152 | 989 | 1243 | 1302 | 1116 | 1424 | 1545 | 1581 | 1640 | 1649 | 1588 |

1. ↑  Een vetgedrukt getal geeft de hoogste notering aan.